# SN 1957A
SN 1957A – supernowa typu Ia-pec odkryta 1 marca 1957 roku w galaktyce NGC 2841. Jej maksymalna jasność wynosiła 14,60m.